# جامعة فورمان
جامعة فورمان هي جامعة خاصة للفنون الحرة في غرينفيل بكارولينا الجنوبية بالولايات المتحدة. تأسست جامعة فورمان عام 1826 وسميت على اسم رجل الدين ريتشارد فورمان، تعد جامعة فورمان أقدم مؤسسة خاصة للتعليم العالي في كارولينا الجنوبية. أصبحت جامعة علمانية في عام 1992 مع الحفاظ على (للمسيح والتعلم) شعارًا لها. يسجل بها ما يقرب من 2700 طالب جامعي و 200 طالب دراسات عليا يمثلون 46 ولاية و 53 دولة أجنبية.

## التاريخ

### البدايات (القرن التاسع عشر)
تأسست أكاديمية فورمان والمؤسسة اللاهوتية من قبل مؤتمر كارولينا الجنوبية المعمداني ودُمِجت في ديسمبر 1825 في إدغفيلد. مع 10 طلاب عقدت فصولها الأولى في 15 يناير 1828 ؛ يقول مصدر آخر أنها افتُتِحت في يناير 1827. خلال عام 1850 كان متوسط عدد الملتحقين 10 طلاب وكانت تترنح باستمرار على حافة الإفلاس. من 1829 إلى 1834 كانت تعمل في ستيتبورغ في كارولينا الجنوبية. أُغلِقت فورمان من عام 1834 إلى عام 1837. عندما أعيد فتح المدرسة -بناءً على طلب من القس جوناثان ديفيس رئيس مجلس الوكلاء- انتقلت المدرسة إلى مقاطعة فيرفيلد بالقرب من وينزبورو.
في عام 1850 اعترف المجلس التشريعي للولاية بجامعة فورمان. لم يتمكن معماديون كارولينا الجنوبية من جمع الأموال اللازمة لنقل المدرسة إلى غرينفيل بكارولينا الجنوبية حتى عام 1851.
أغلقت الجامعة من عام 1861 إلى عام 1866، وذلك عندما جُنِّد معظم الطلاب والعديد من أعضاء هيئة التدريس في القوات الكونفدرالية.
يُعد سكن هيئة تدريس جامعة فورمان بمثابة تذكير مرئي بالتاريخ المبكر لجامعة فورمان وتأسيسها القصير في مقاطعة فيرفيلد.

### النمو والتوسع (القرن العشرون)

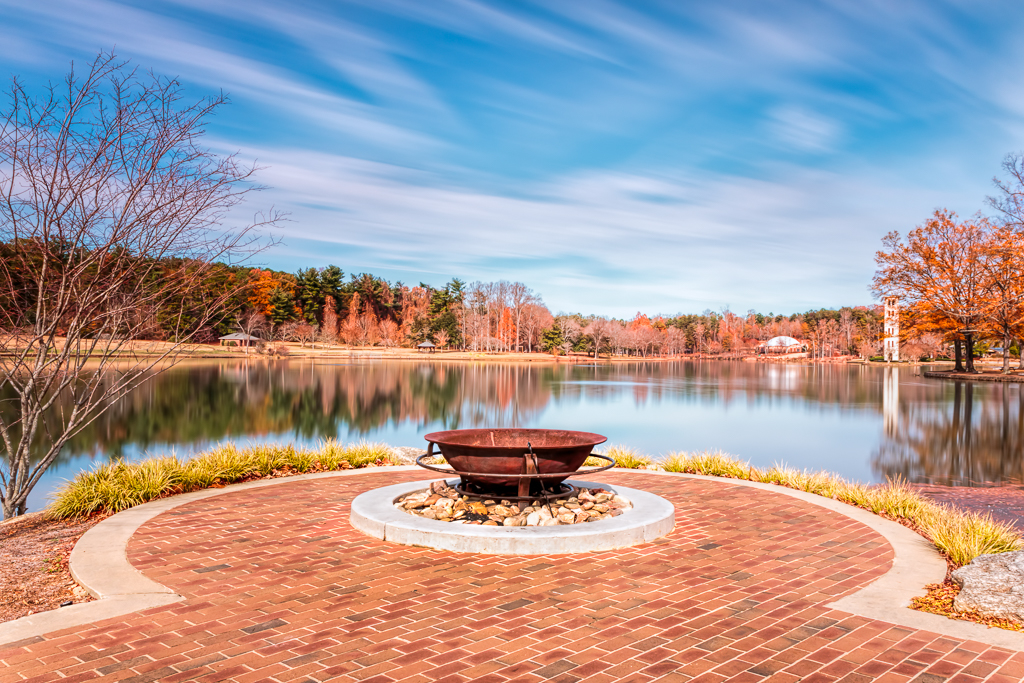
تقع جامعة فورمان في موقعها الحالي منذ عام 1958. تعد بحيرة فورمان وبرج الجرس (في الخلفية على اليمين) من العناصر البارزة في الحرم الجامعي.

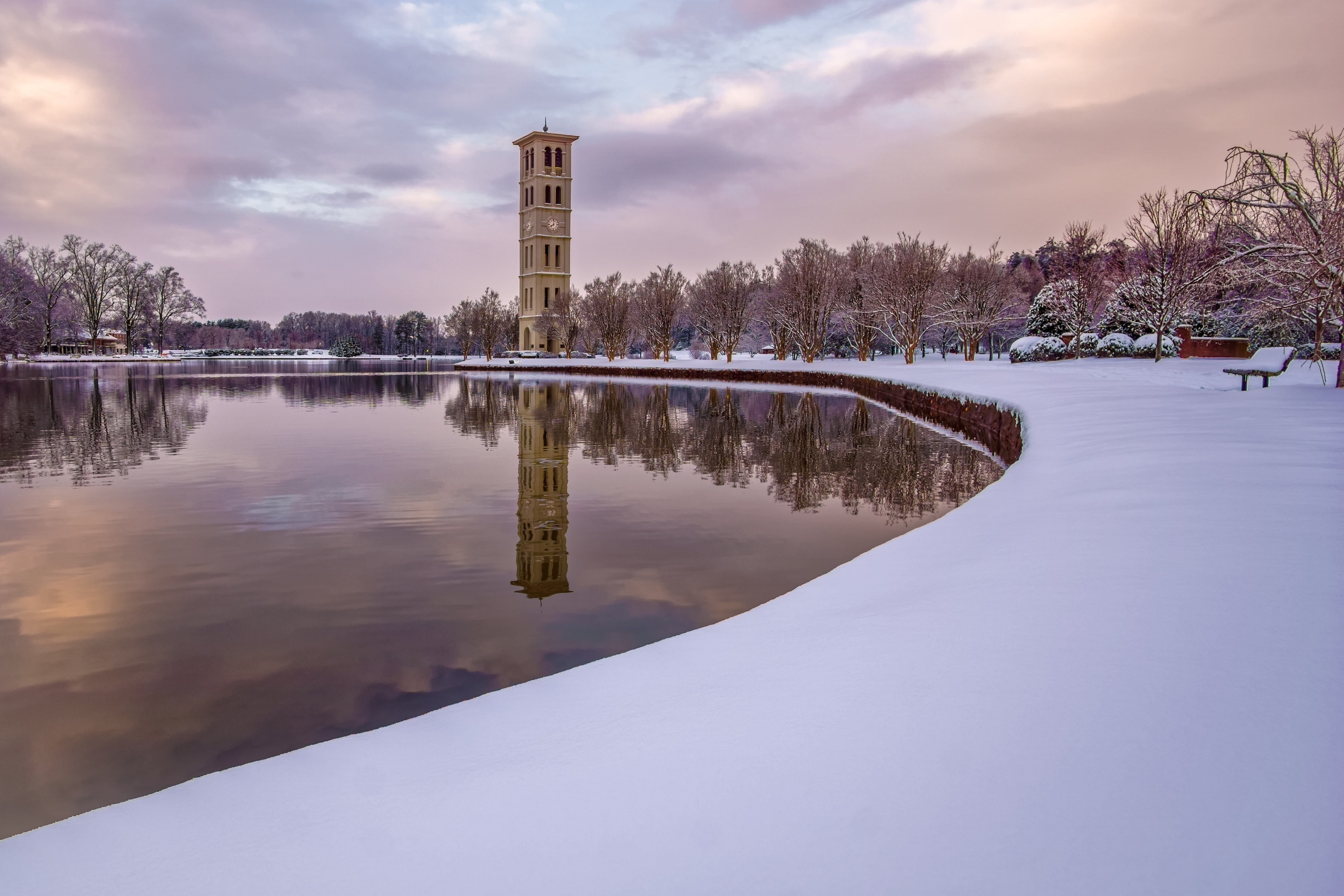
تقع جامعة فورمان في شمال ولاية كارولينا الجنوبية وتتساقط الثلوج في الشتاء، كما شوهد في عام 2016.

نُقِل أول مبنى مدرسي من الحرم الجامعي في وسط مدينة غرينفيل إلى الحرم الحالي حيث لا يزال قائماً. في عام 1933 بدأ طلاب من كلية غرينفيل للنساء في حضور الفصول مع طلاب فورمان. بعد ذلك بوقت قصير اندمجت المدرستان لتشكيل المؤسسة الحالية.
في عام 1924 سُمِّيت فورمان كواحد من أربعة مستفيدين من منحة ديوك. خلال عام 2007 تلقت فورمان 110 ملايين دولار من المنحة، والتي تعد الآن واحدة من أكبر المؤسسات الخيرية في البلاد. وتتلقى ثلاث كليات أخرى: ديوك وديفيدسون وجونسون سي سميث دعمًا سنويًا ومنحًا خاصة من المنحة.
في عام 1954 سنَّ مجلس التعليم أن سياسة «منفصلة ولكن متساوية» غير دستورية حيث بدأت عملية مطولة لإلغاء الفصل العنصري في المدارس العامة. اعتبارًا من ذلك التاريخ لم تقبل فورمان -مثل معظم الكليات الجنوبية- الأمريكيين الأفارقة كطلاب. بدأ بعض طلاب فورمان في الضغط من أجل التغيير. في عام 1955 كتب بعض الطلاب قصصًا قصيرة وقصائد في The Echo -وهي مجلة أدبية طلابية- دعماً للاندماج. أتلف مسؤولو المدرسة جميع النسخ المطبوعة البالغ عددها 1500 نسخة. في عام 1953 بدأت فورمان البناء في حرمها الجديد البالغة مساحته 5 ميل (8 كـم) شمال وسط مدينة غرينفيل. بدأت الفصول في الحرم الجديد في عام 1958.
بحلول عام 1963 كان عدد كاف من أعضاء هيئة التدريس يقفون إلى جانب الطلاب بسبب إلغاء الفصل العنصري لدرجة أن مجلس أمناء فورمان صوت لقبول الطلاب السود. أُجِّل اتخاذ إجراء بشأن قرار الأمناء وأُلغي لاحقًا من قبل المؤتمر المعمداني في كارولينا الجنوبية؛ لم يُنفَّذ القبول المُلغى في فورمان حتى جعله رئيسها القادم -جوردون بلاكويل الرئيس السابق لجامعة ولاية فلوريدا- شرطًا لقبوله المنصب الجديد. في فبراير 1965 أصبح جو فون وهو خريج مدرسة ستيرلنج الثانوية- أول طالب أسود في فورمان.
في عام 1992 أنهت فورمان انتمائها إلى اتفاقية كارولينا الجنوبية المعمدانية وأصبحت جامعة علمانية خاصة،  مع الحفاظ على (للمسيح والتعلم) شعارًا للمدرسة. إن تراث فورمان متجذر في التقليد المعمداني الكنسي الحر غير العقائدي والذي كان دائمًا يقدر الالتزامات الدينية الخاصة مع الإصرار ليس فقط على حرية الفرد في الإيمان كما يراه مناسبًا ولكن أيضًا على احترام مجموعة متنوعة من وجهات النظر الدينية بما في ذلك منظور الشخص غير المتدين.

### التاريخ الحديث (القرن الحادي والعشرون)
كان العقد الأول من القرن الحادي والعشرين بمثابة سنوات تحويلية بالنسبة إلى فورمان من خلال جمع التبرعا، مما أدى إلى إنشاء مبانٍ وبرامج ومنح دراسية جديدة. بدأت حملة «لأن فورمان مهمة» في عام 2004 وانتهت في عام 2013. ووصفت الحملة بأنها «أكبر حملة لجمع التبرعات على الإطلاق بين الكليات الخاصة في كارولينا الجنوبية، وهي أيضًا من بين أكبر الحملات التي تقوم بها أي من كليات الفنون الحرة في البلاد.». وقد تجاوز هدفها في جمع 400 مليون دولار، ذهب 62% منها إلى المنحة (الذي بلغت قيمتها 380 مليون دولار عند بدء الحملة وزادت إلى 623 مليون دولار عند انتهائها) وذهب 17% إلى مشاريع البناء. دُعِمت العديد من هذه المباني من قبل الخريجين الناجحين من الجامعة من خلال المنح المسمَّاة. في عام 2012 بُمِي مرفق جديد بقيمة 6.4 مليون دولار للتعليم المستمر. دُعِم مركز هيرنج للتعليم المستمر من قبل سارة وجوردن هيرنج -الرائد في صناعة التلفزيون الذي خدم في لجان إتش بي أو وكان أحد مؤسسي قناة الطقس. في عام 2013 خضع مركز الطلاب لعملية توسعة وتجديد بقيمة 7.75 مليون دولار. شارك الخريج ورجل الأعمال ديفيد ترون مع زوجته يونيو من خلال منحة بقيمة 3.5 مليون دولار، مما أدى إلى تسمية المركز بمركز ترون للطلاب.
بالإضافة إلى التغييرات الواضحة في مباني الحرم الجامعي فقد أتاحت التبرعات الكبيرة أيضًا برنامجًا جديدًا على مستوى الحرم الجامعي تم تقديمه باسم «ميزة فورمان» أصبحت البنية التحتية والشبكات اللازمة لدعم ميزة فورمان ممكنة عندما تلقى فورمان 47 مليون دولار من منحة ديوك. يسعى البرنامج الجديد -الذي كِشِف عنه في عام 2016- إلى زيادة وتخصيص تجارب الطلاب خارج الفصل الدراسي. يتضمن ذلك تعزيز مشاركة الجامعة مع مجتمع غرينفيل، حيث يُزوَّد الطلاب ببرامج تدريبية وفرص للتعلم النشط. على سبيل المثال: يوفر برنامج جديد بالشراكة مع نظام غرينفيل الصحي ومعهد النهوض بالصحة المجتمعية قناة للطلاب وأعضاء هيئة التدريس للمساهمة في المجتمع. كما يوفر ميزة فورمان أيضًا المزيد من الرواتب للطلاب للمشاركة في الأبحاث التي يشرف عليها أعضاء هيئة التدريس. يمكن أيضًا ملاحظة الاهتمام المتزايد والبنية التحتية للبحث في فورمان في إنشاء حفل الاستقبال السنوي للمنح الدراسية للكلية.
في حين أنه من المرجح أن يلاحظ الطلاب والزائرون المباني الأحدث والمجددة أو تجربة برامج الحرم الجامعي الواسعة فقد كانت التغييرات أيضًا أكثر دقة في العديد من الجوانب الأخرى. على سبيل المثال: واصل الخريجون دعم تطوير أموال المنح الدراسية لأغراض محددة. في عام 2017 خُصِّصت وصية بقيمة 2.2 مليون دولار من الراحلة ماري فرانسيس إدواردز غاريت لصندوق للطلاب الباحثين عن وظائف تعليمية ووزارية.

### فرقة العمل المعنية بالرق والعدالة
في أكتوبر 2018 أصدرت فرقة العمل المعنية بالرق والعدالة -التي شكلها وكيل الجامعة جورج شيلدز- تقريرًا بعنوان البحث عن أبراهام وتقديم توصيات «للاعتراف بالدور الذي لعبته العبودية والعنصرية في تاريخ المدرسة». فرقة العمل عبارة عن رد مقال بعنوان «العبودية والذاكرة والمصالحة: ما هو إرث فورمان؟» نُشر المقال في أكتوبر 2016 في صحيفة الجامعة مشيرًا إلى أن كل من ريتشارد فورمان -الذي يحمل اسم الجامعة- وحتى ابنه جيمس كليمنت فورمان -أول رئيس لفورمان- لم يكونا من مالكي العبيد فحسب، بل كانا مدافعين نشطين عن العبودية. «أبراهام» هي إشارة إلى أبراهام سيمز عبد في منزل جيمس فورمان.
أصدرت فرقة العمل 19 توصية قُبِلت بالإجماع من قبل مجلس أمناء فورمان. من هذه التوصيات: تغيير اسم قاعة جيمس سي فورمان إلى قاعة فورمان، نصب تمثال لتكريم جوزيف فون «أول طالب أسود يرتاد المدرسة».

## التنظيم والإدارة

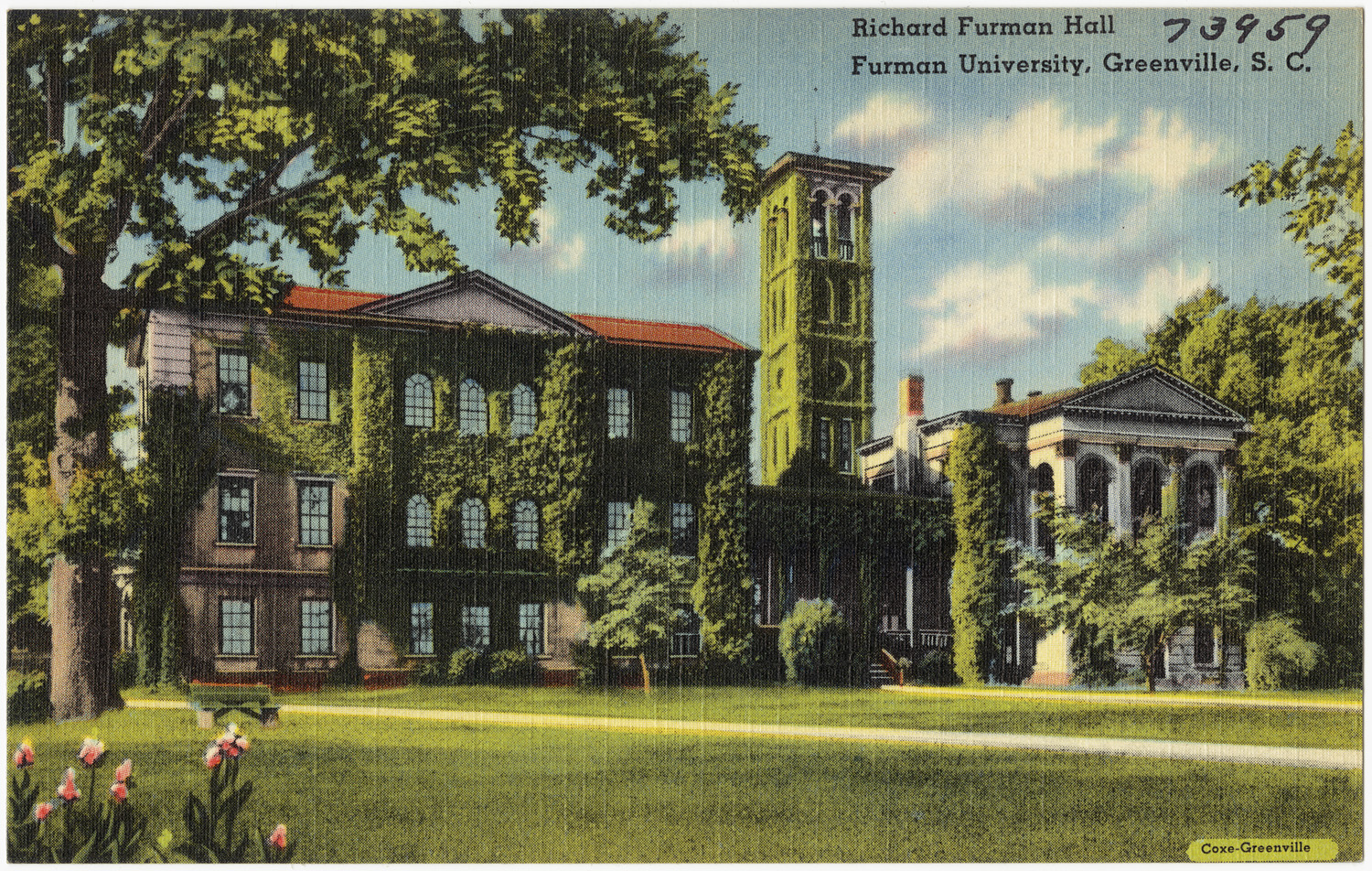
الحرم الجامعي القديم لجامعة فورمان قبل نقله تحت رئاسة جون لاني بلير.

توفَّر القيادة والتوجيه للجامعة من قبل مجلس أمناء يجتمع أعضاؤه البالغ عددهم 36 ثلاث مرات على الأقل في العام الدراسي ويُنتخبون لمدة ثلاث سنوات. يجوز تعيين أعضاء مجلس الإدارة السابقين كـ «أمناء فخريين». ومن بين هؤلاء المحافظ السابق ووزير التعليم الأمريكي ريتشارد رايلي. اعتبارًا من 2017 من بين أعضاء مجلس الإدارة الحاليين روبرت بلوكير -عميد كلية الموسيقى بجامعة ييل- وويليام بيرد تراكسلر جونيور -كبير قضاة محكمة الاستئناف بالولايات المتحدة. يأتي أعضاء مجلس الإدارة أيضًا من شركات خاصة مثل إكسون موبيل (الرئيس السابق) أو إيه تي آند تي (مستشار قانوني) أو ميشلان (مستشار عام).
تحت إدارة مجلس الأمناء يقود فورمان رئيس. أصبحت إليزابيث ديفيس رئيسة فورمان في 1 يوليو 2014. وتُعد الرئيس الثاني عشر للمؤسسة، أو السادس عشر عند عد الرؤساء المؤقتين أيضًا. اثنا عشر من كبار الإداريين يديرون الأقسام الأكاديمية والإدارية. يتألف هؤلاء المسؤولون من عميد وأربعة عمداء أكاديميين وسبعة أعضاء آخرين (على سبيل المثال: كبير مسؤولي التنوع والمستشار العام).

## الأكاديميون

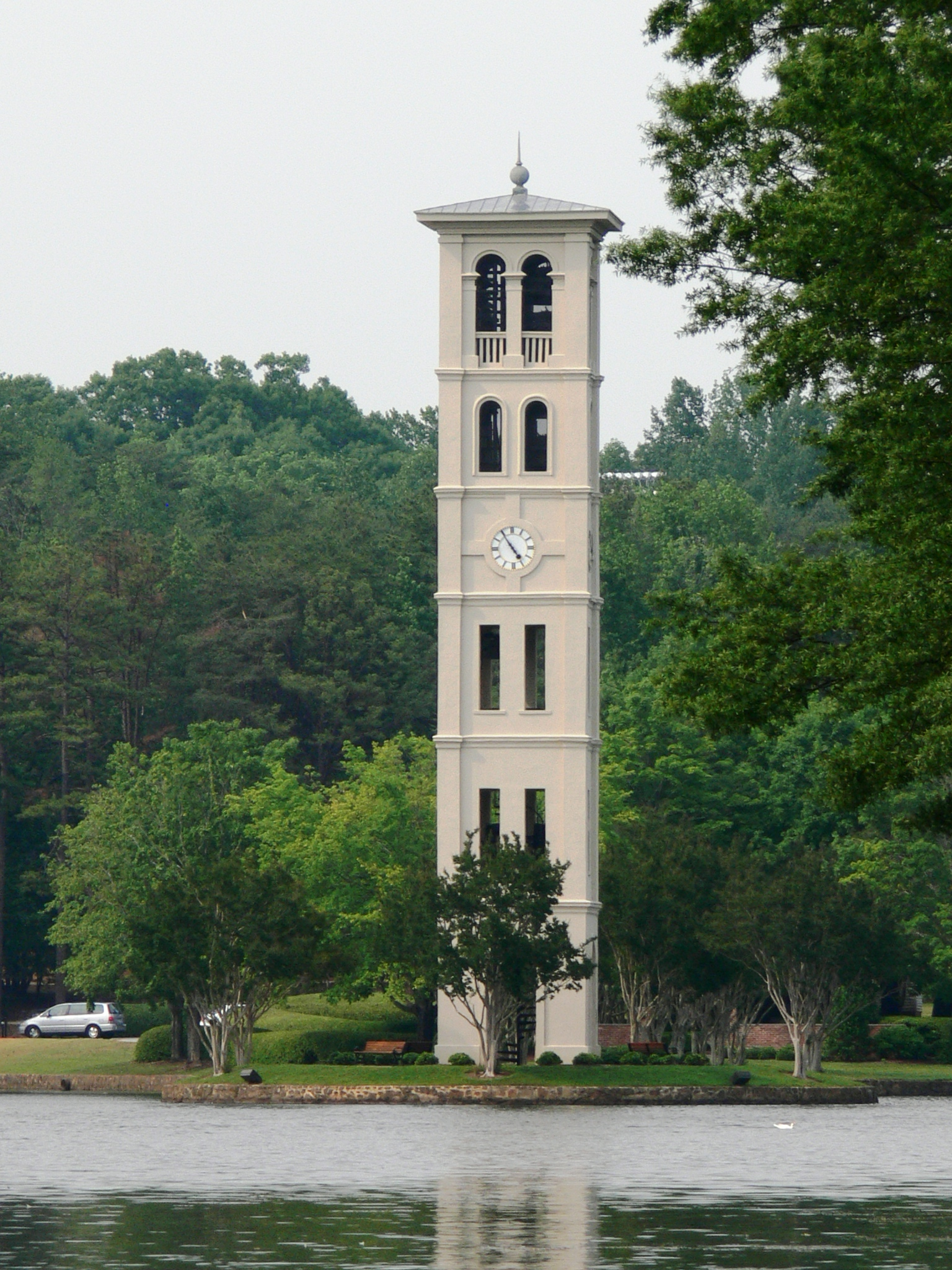
برج الجرس أيقونة الجامعة.

تقدم جامعة فورمان تخصصات وبرامج في 42 مادة. يجب على جميع الطلاب إكمال متطلبات التعليم العام كجزء من مناهج الفنون الحرة. تشمل متطلبات التعليم العام صحة العقل والجسم والتحليل النصي واثنين من العلوم الطبيعية والرياضيات/التفكير الرسمي ودراستين تجريبيتين للسلوك البشري والتاريخ والسؤال النهائي واللغة الأجنبية والثقافة العالمية. لم تُقسَّم فورمان إلى كليات ولكنها تضم مراكز ومعاهد مثل مركز ديفيد إي شي للاستدامة ومعهد ريتشارد دبليو رايلي (حول القيادة) ومعهد النهوض بصحة المجتمع.
بين عامي 1996 و 2003 حصل 308 من خريجي فورمان على درجة الدكتوراه. تُعد درجات فورمان العلمية هي الأعلى من قبل أي كلية فنون ليبرالية جنوبية وفقًا لمسح أجراه المركز القومي لبحوث الرأي. أنتج فورمان 20 من علماء ترومان، بالإضافة إلى العديد من علماء رودس والحائزين على جوائز غولد ووتر وفولبرايت ومؤسسة العلوم الوطنية.

## التصنيف
في عام 2019 كانت جامعة فورمان أعلى مؤسسة للتعليم العالي مرتبة في كارولينا الجنوبية وواحدة من أفضل جامعات جنوب الولايات المتحدة من قبل فوربس، وخامس أفضل كلية فنون ليبرالية في الجنوب من قبل يو إس نيوز آند وورد ريبورت. لعام 2020 صُنِّفت أيضًا في المرتبة الخامسة كأكثر كلية فنون ليبرالية ابتكارًا من قبل يو إس نيوز. وهي تعتبر مدرسة «أكثر انتقائية». أُرِجت فورمان أيضًا في قائمة «أفضل 378 كلية» لمجلة برينستون ريفيو حيث صُنِّفت على أنها «أفضل كلية جنوبية شرقية» والمرتبة رقم 9 في فئة المدارس المؤثرة.
ذُكِرت فورمان أيضًا في قوائم متخصصة أخرى مثل إصدار ذا ديلي بيست 2011 من «أكثر الكليات صرامة في أمريكا»، حيث احتلت المرتبة الثانية فوق كولومبيا وهارفارد وييل. كما صُنِّفت في المرتبة 30 بين الكليات والجامعات الأمريكية في ورقة عمل المكتب القومي للأبحاث الاقتصادية NBER بناءً على اختيار تسجيل الطلاب المتفوقين في الولايات المتحدة.
بمرور الوقت ظهرت فورمان أيضًا في تصنيفات متخصصة مثل تصنيفات واشنطن الشهرية بناءً على إنتاجها لأبحاث قيمة للمجتمع والتزامها بالخدمة الوطنية حيث احتلت المرتبة 15 في الدولة. صنفت بيزنس إنسايدر أيضًا فورمان في المركز الخامس على قائمتها للجامعات الملتزمة بالخدمة الوطنية في عام 2016. تحتل فورمان المرتبة الرابعة بين جميع الفنون الليبرالية في الدولة من حيث عدد علماء ترومان. صُنِّف برنامج البحث الجامعي الخاص بها في المرتبة الرابعة في أفضل برامج البحث الجامعية في أخبار الولايات المتحدة إلى جانب ستانفورد ومعهد ماساتشوستس للتكنولوجيا وميشيغان.
احتلت فورمان المرتبة الأولى من حيث عدد الطلاب الجامعيين الحاصلين على درجة الدكتوراه بين جميع كليات الفنون الحرة في الجنوب من عام 1996 إلى عام 2003 والمرتبة 22 بين جميع الفنون الحرة في البلاد. من عام 2006 إلى عام 2015 احتلت فورمان المرتبة الأولى في الجنوب والمرتبة 26 بين جميع الفنون الحرة في البلاد. احتلت فورمان المرتبة السادسة في النسبة المئوية للخريجين الذين حصلوا على الدكتوراه من 2006 إلى 2017 بين جميع الجامعات في الجنوب والمرتبة 76 بين جميع الجامعات في البلاد.
لاحظت المنشورات العديد من جوانب التجربة الأكاديمية في فورمان بالإضافة إلى مسؤوليتها البيئية. ذُكِر البرنامج الأكاديمي التعليمي المتفاعل بالجامعة -والذي يشجع على حل المشكلات والتعليم القائم على المشاريع والتعليم القائم على الخبرة- في برينستون ريفيو وكليات بيترسون التنافسية ودليل فيسك للكليات. عرضت برينستون ريفيو فورمان في «دليل 286 كليات خضراء»، حيث حصلت على تصنيف أخضر يبلغ 98، مع العلم أن 99 هي أعلى درجة ممكنة. بالإضافة إلى ذلك أدرج نادي سييرا فورمان في قائمته لأفضل 50 جامعة صديقة للبيئة في أمريكا. حصلت فورمان على درجة "A−" من معهد الأوقاف المستدامة على بطاقة تقرير استدامة الكلية في عام 2011. تشارك فورمان في الإبلاغ الذاتي الطوعي لنظام تصنيفات تقييم الاستدامة (STARS)، حيث كانت واحدة من 38 مؤسسة حصلت على التصنيف الذهبي.
حظي حرم فورمان أيضًا باهتمام خاص في التصنيف ويعتبر أحد أجمل الجامعات في العالم والدولة. اعتُرِف بالمناظر الطبيعية وجاذبية الحرم الجامعي لسنوات عديدة: في عام 1997 عينت منظمة التخطيط للتعليم العالي فورمان حرمًا مرجعيًا لمناظرها الطبيعية، في حين صنفت مجلة برينستون ريفيو فورمان في المرتبة الخامسة في قائمتها للحرم الجامعي الجميل بناءً على تقييمات الطلاب. في عام 2016، صنفت يو إس إيه توداي حرم فورمان باعتباره رابع أجمل حرم جامعي في البلاد ووصفته تايمز للتعليم العالي بأنه واحد من أجمل عشرة جامعات في البلاد في عام 2017. في الآونة الأخيرة في عام 2019 أدرجت السفر + الترفيه فورمان كواحد من أجمل حرم الجامعات في الولايات المتحدة. جزء آخر محدد من فورمان مذكور في التصنيف هو مكتبة جيمس بي ديوك التي سجلت درجات إيجابية لعدة سنوات (بناءً على تقييم الطلاب لمرافق المكتبة)، حيث صُنِّفت من 7 إلى 12 (في 2010) من قبل برينستون ريفيو.

## حرم الجامعة

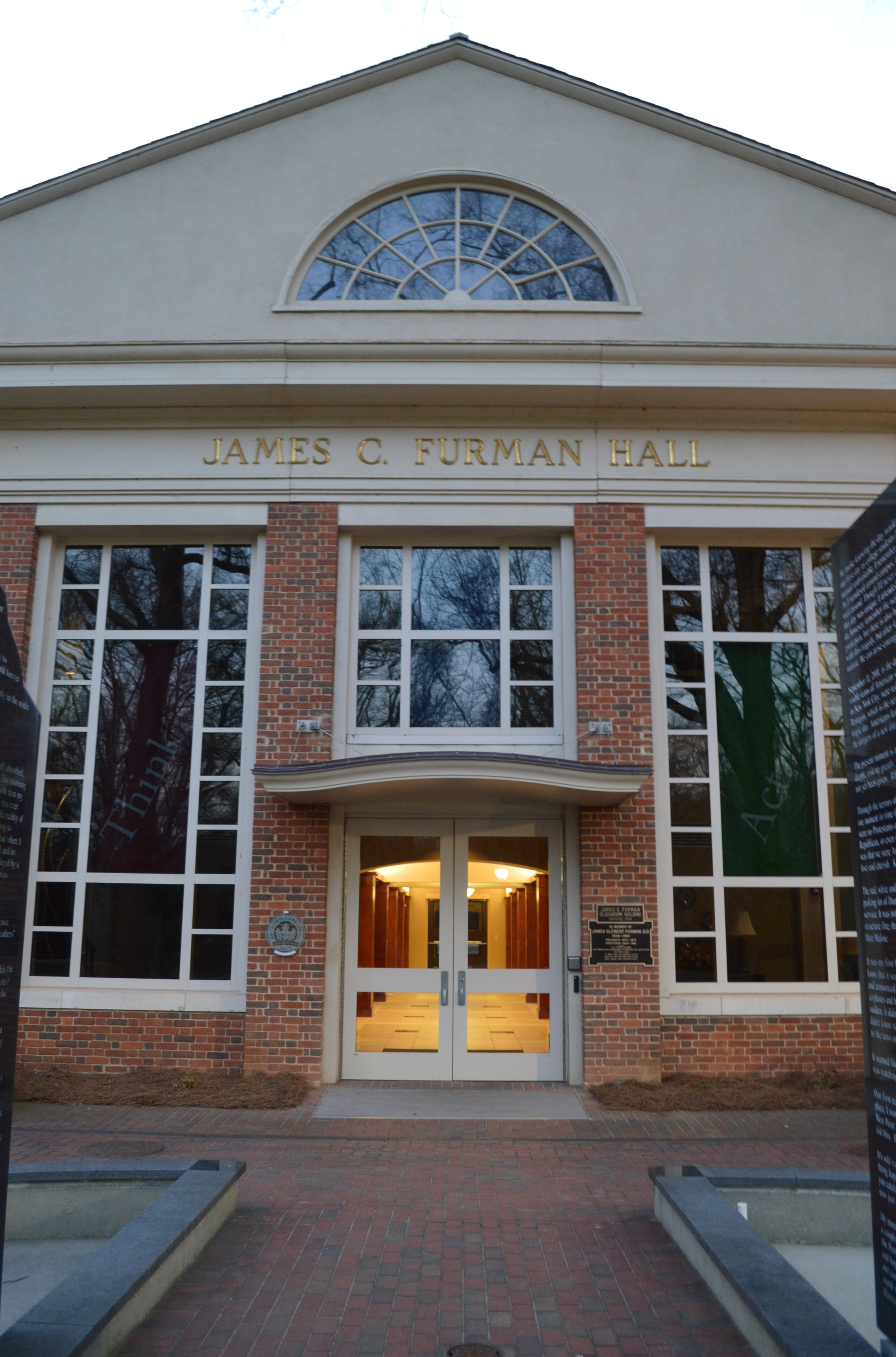
تقع قاعة فورمان في موقع مركزي في الحرم الجامعي.

يقع حرم جامعة فورمان في سفوح السلسلة الزرقاء في كارولينا الجنوبية. تطل حديقة جبل باريس الحكومية على البحيرة والحرم الجامعي. تُعد معظم المباني من الطراز المعماري الجورجي. تقف العديد من المباني الأكاديمية ومساكن الطلاب حول البحيرة بما في ذلك برج بيل الذي يحتل مكانة عالية في شارات المدرسة وهو نسخة طبق الأصل من البرج الذي كان موجودًا في الحرم الجامعي للرجال في وسط مدينة غرينفيل. تُعرف جامعة فورمان بشكل غير رسمي باسم «النادي الريفي للجنوب»، وقد اختيرت كواحد من أجمل 362 مكانًا في أمريكا من قبل الجمعية الأمريكية لمهندسي المناظر الطبيعية.

### تيمونز أرينا
تيمونز أرينا هي ساحة متعددة الأغراض تتسع لـ 4000 مقعد في غرينفيل في ولاية ساوث كارولينا الأمريكية. بُنِيت في عام 1997 بتكلفة 10.9 مليون دولار بواسطة ستانما، وهي موطن لفريق كرة السلة بجامعة فورمان منذ افتتاحه في 30 ديسمبر 1997.

### الإسكان
على الجانب الشمالي من البحيرة توجد أربع كبائن سكنية بحزام أخضر، وكوخ كليف. صُمم هذا المبنى الأخضر -الذي تصل مساحته إلى 34,000 قدم مربع (3,200 م2)- بواسطة سكوت جونستون، وهو يعمل بالطاقة الشمسية باستخدام لوحين، ويتميز بالتدفئة الحرارية الأرضية. كان كوخ كليف أول منزل عرض مستدام لمجلة المعيشة الجنوبية والتي ظهرت في مقال منزلنا الأكثر ابتكارًا على الإطلاق، والذي يوضح بالتفصيل كيفية إنشاء منزل يتطلب طاقة أقل ويولد طاقة. يستخدم المنزل الريفي الآن كمنزل لمركز ديفيد إي شاي للاستدامة.
يعيش معظم الصغار وكبار السن في شقق القرية الشمالية الواقعة على الجانب الشمالي من كوخ كليف. بُنيت شقق القرية الشمالية وجُدِّدَت مؤخرًا في عام 2001. يوضع الطلاب الكبار المتبقين إما في قاعات إقامة على طراز المسكن أو الدخول في يانصيب للحصول على شقة في فينينج وهو مجمع سكني بجوار الحرم الجامعي المملوك للجامعة. هناك نوعان من المجمعات السكنية الأخرى (تسمى مجمع إسكان كلارك مورفي والإسكان الجنوبي) التي تضم طلابًا جددًا وطلاب السنة الثانية. يشتمل الحرم الجامعي أيضًا على حديقة آسيوية محورها مكان السلام وهو معبد بوذي انتقل من اليابان وأعيد بناؤه بواسطة النجارين التقليديين. توجد نسخة طبق الأصل من المقصورة التي سكنها هنري ديفيد ثورو أثناء كتابته على والدن بوند على الجانب الغربي من البحيرة.

### نقاط أخرى ذات أهمية
- بيت الخريجين شيريدال
- مركز ديفيد إي شي للاستدامة

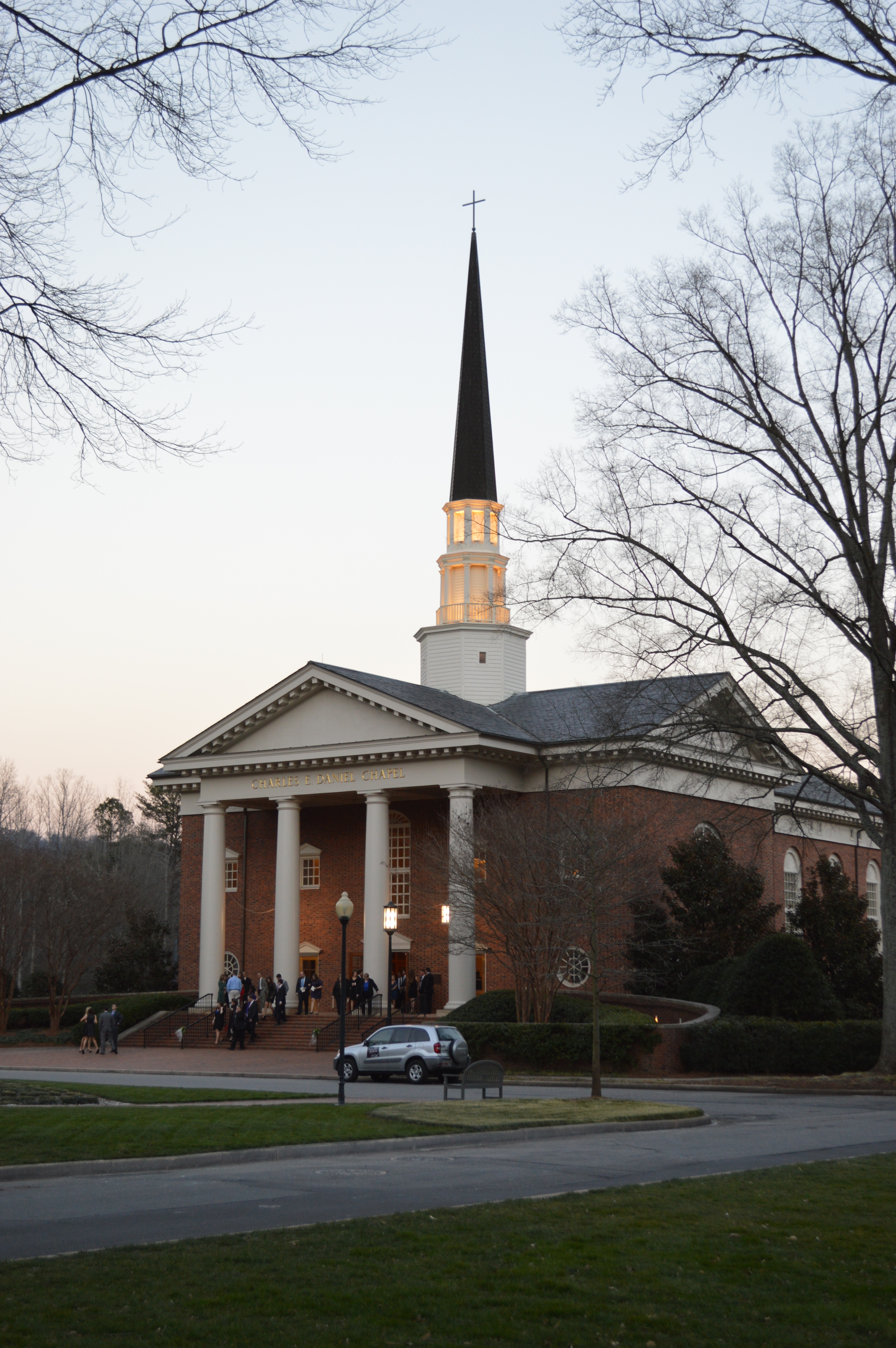
تقيم كنيسة تشارلز إي دانيال التذكارية أحداثًا مثل حفلات الزفاف والحفلات الموسيقية والمحاضرات.

- تمثال دوبوي تكريمًا لطلاب فورمان الذين خدموا في الحرب العالمية الأولى
- قسم المجموعات والمحفوظات الخاصة بمكتبة جيمس ب.ديوك، والذي يضم مجموعة ساوث كارولينا المعمدانية التاريخية ومحفوظات الشعر في كارولينا الجنوبية.
- حديقة جاني إيرل فورمان روز.
- مكان السلام وحديقة آسيا

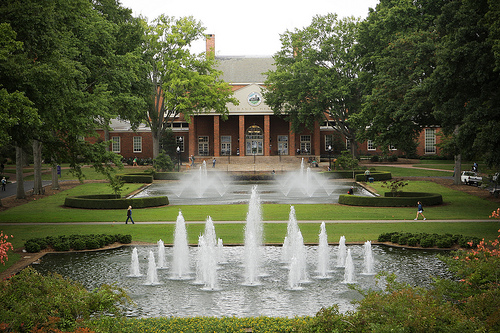
مكتبة جيمس بي ديوك
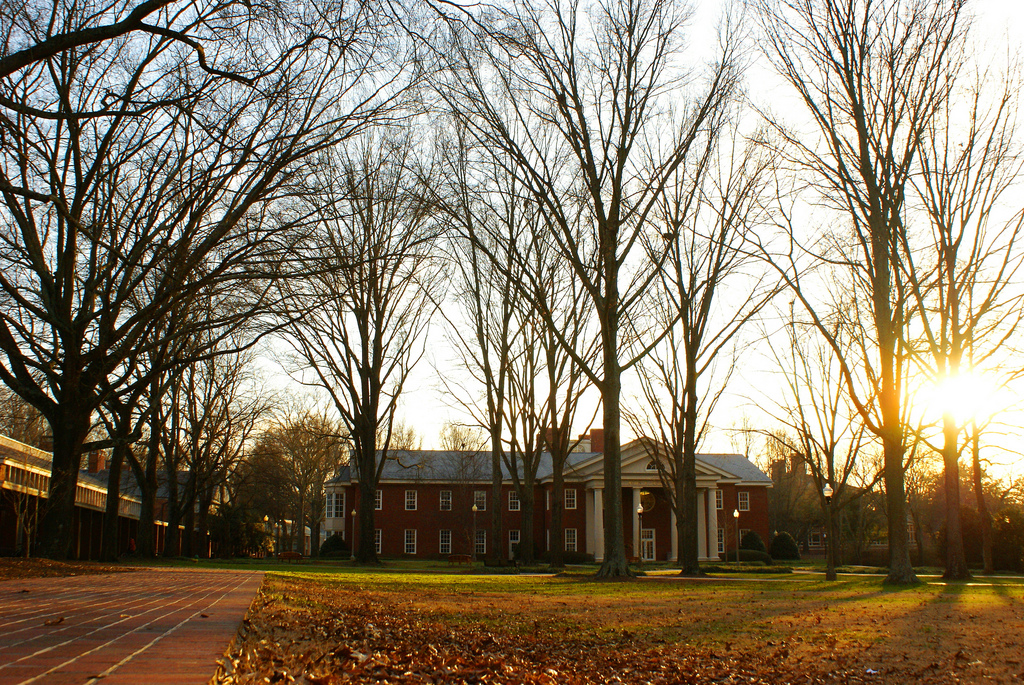
قاعة جونز
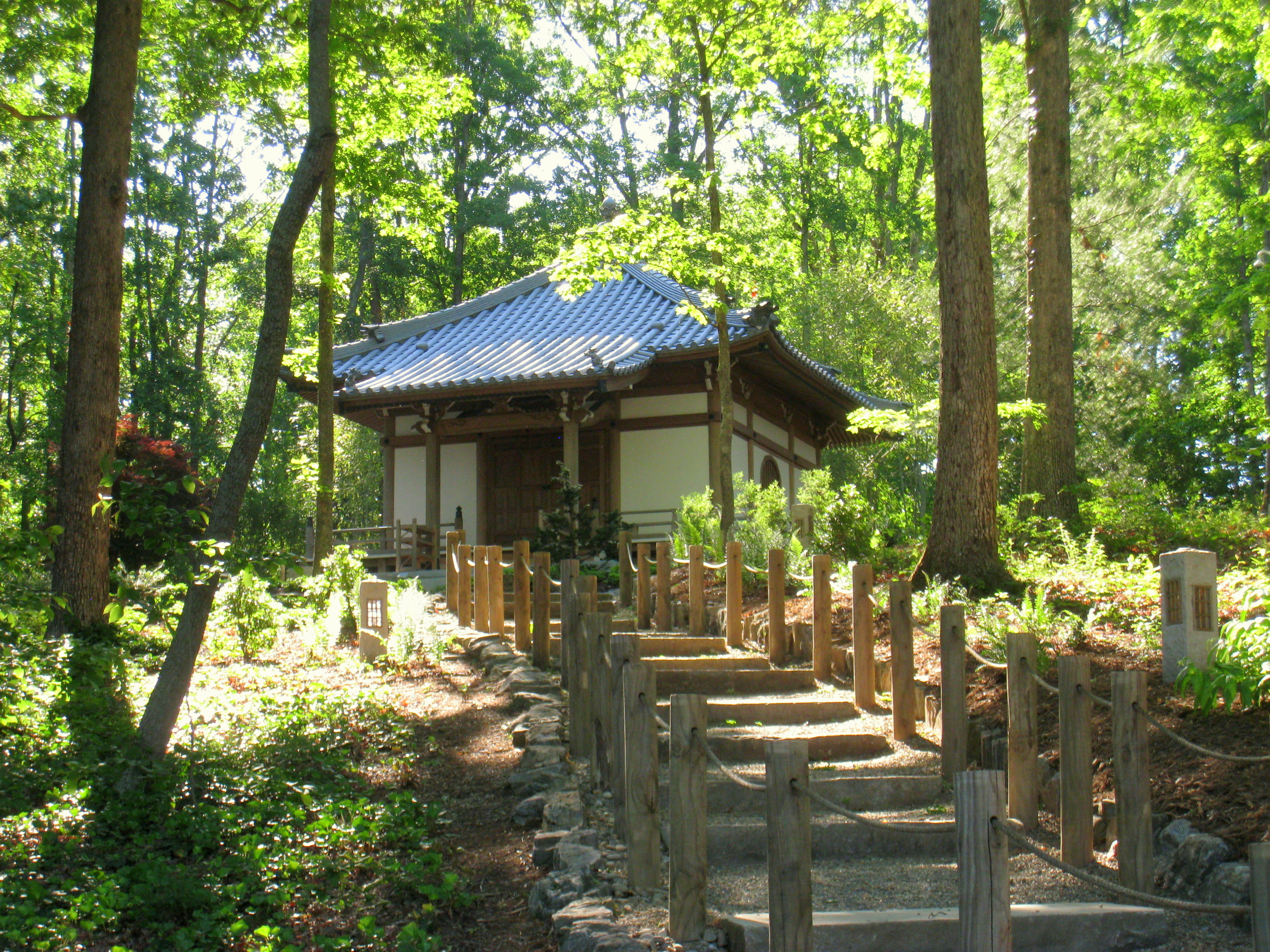
مكان السلام  [لغات أخرى]‏
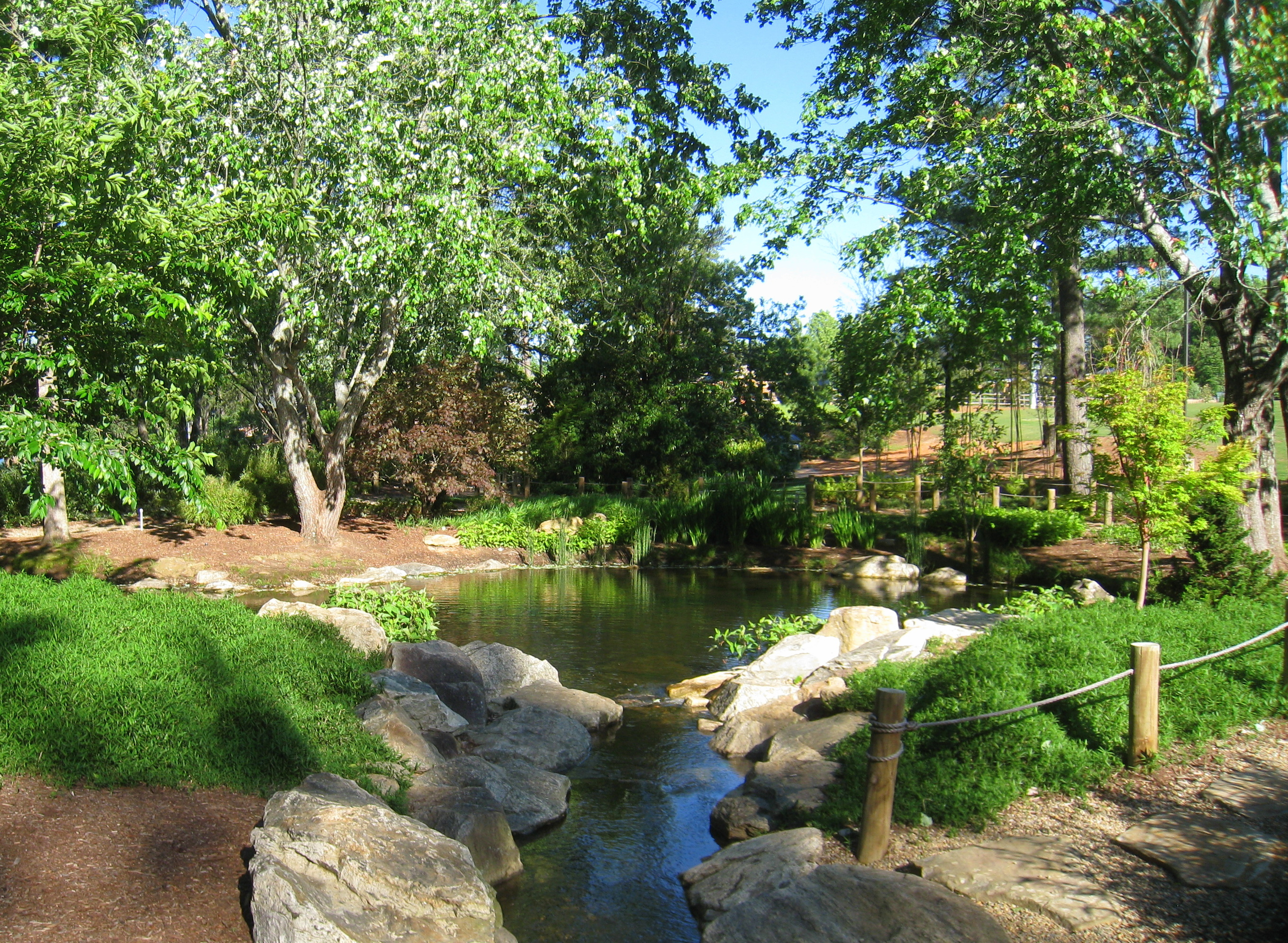
حديقة يابانية

## الاستدامة البيئية
كانت جهود الاستدامة بجامعة فورمان تتماشى مع المعايير الوطنية. تعمل فورمان على الحفاظ على الحرم الجامعي وإعادة تدويره، وقد شيدت مبانٍ خضراء وزودت الطلاب بوسائل نقل بديلة. لدى فورمان مزرعتها الخاصة في الحرم الجامعي. مزرعة فورمان هي حديقة بمساحة ربع فدان تقع بجانب كوخ كليف وبحيرة فورمان. تُزرع مجموعة متنوعة من المنتجات على مدار العام باستخدام ممارسات زراعية مستدامة مثل تناوب المحاصيل والتسميد وخطوط التنقيط والأسمدة الطبيعية والإدارة المتكاملة للآفات. قامت فورمان أيضًا بتركيب مزرعة شمسية بمساحة 6 أفدنة مزودة بمجموعة من الألواح الشمسية الكهروضوئية (PV) تبلغ 743 كيلو وات بالقرب من مدخل الحرم الجامعي. تأمل الجامعة في تحقيق محايدة الكربون بحلول عام 2026.

## الهيكل الطلابي
|                          | النسبة المئوية |
| ------------------------ | -------------- |
| الأمريكيون الأفارقة      | 5.5            |
| آسيا                     | 1.5            |
| أصل اسباني               | 4.5            |
| أبيض                     | 81.0           |
| دولي                     | 5.0            |
| متعدد الأعراق أو غير ذلك | 2.5            |

في خريف 2016 جاء طلاب فورمان البالغ عددهم 2731 طالبًا من 46 ولاية وأكثر من 50 دولة. عند التقديم إلى فورمان تحسب الجامعة المعدل التراكمي على مقياس 4.0 بناءً على الدورات الأساسية (باستثناء التربية البدنية على سبيل المثال). في حين أن فورمان لا تطبق نعدل الـ GPA فإن متوسط المعدل التراكمي GPA غير الموزون يتراوح من 3.6 إلى 3.9.
ما يقرب من 90% من المساعدات المالية للطلاب تأتي في شكل منح دراسية مع قروض تمثل أقل من 9 ٪.

## الحياة الطلابية

### الحكومة الطلابية
تعمل الرابطة الحكومية لطلاب جامعة فورمان (SGA) في ظل نظام شبه رئاسي. تتكون الرابطة الحكومية لطلاب جامعة فورمان من المجلس التنفيذي والرئيس والسكرتير واثنين من أعضاء مجلس الشيوخ لكل فئة. ينتخب كل فصل رئيسًا ونائبًا للرئيس وسكرتيرًا وأمينًا للصندوق. عند الانتخاب يُعيَّن أعضاء المجلس ضمن واحدة من ست لجان للتخصص في مجال معين من احتياجات الطلاب.

### الأخويات والجمعيات النسائية
تضم جامعة فورمان خمس أخويات وسبع جمعيات نسائية.

## ألعاب القوى

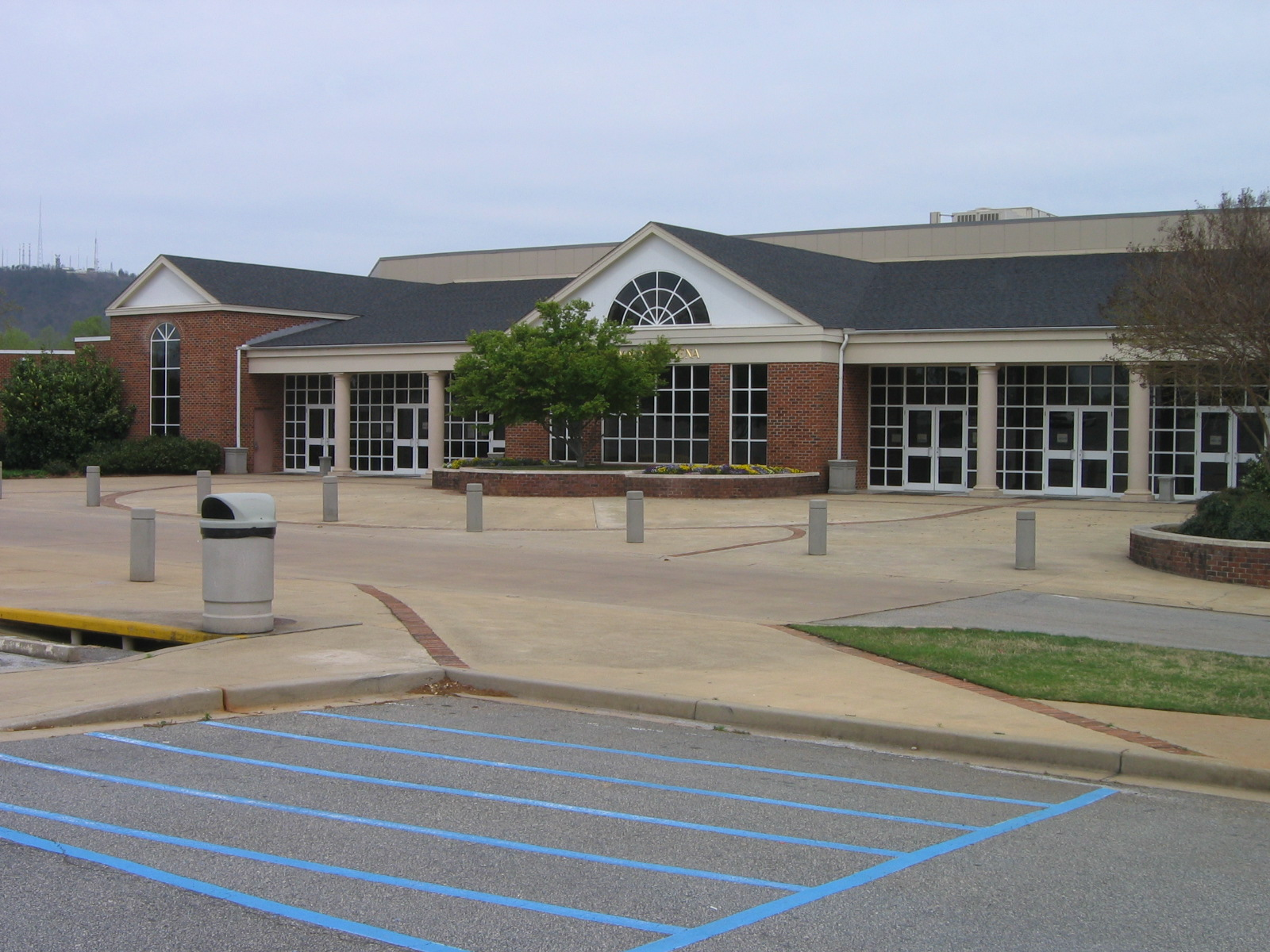
تيمونز أرينا

تتنافس فورمان في ألعاب القوى في القسم الأول من الرابطة الوطنية لرياضة الجامعات، وعلى مستوى قسم بطولة كرة القدم في كرة القدم وهي واحدة من أصغر مدارس القسم الأول من الرابطة الوطنية لرياضة الجامعات في البلاد. تضم فورمان 18 فريقًا للرجال والنساء بالإضافة إلى 16 ناديًا رياضيًا والعديد من الفرق الجماعية. الجامعة أيضًا عضو في المؤتمر الجنوبي.
فورمان هي كلية الفنون الحرة الوحيدة التي تم تصنيفها في أفضل 100 كلية رياضية أمريكية في سبورتس إليسترايتد ولديها 32 طالبًا رياضيًا سابقًا يتنافسون على المستوى المهني - أكثر من أي مدرسة عضو في المؤتمر الجنوبي.
في عام 2018 وُضِعَت فورمان في أفضل 75 كلية في الترتيب النهائي للقسم الأول لمديري NACDA، كونها كلية الفنون الحرة الوحيدة في الولايات المتحدة والعضو الوحيد في المؤتمر الجنوبي للقيام بذلك. في موسم 2019-2020 أنهت فورمان المركز 32 في الترتيب النهائي لخريف كأس مدير NACDA. على الرغم من صغر حجمها فقد صنفت فورمان العديد من فرقها الرياضية في NCAA Div 1 Top 25 في الدولة في الآونة الأخيرة: كرة القدم للرجال في المرتبة الثانية في NCAA-I-AA، كرة القدم للرجال في المرتبة الثالثة في الأمة، كرة القدم للسيدات لعبة الجولف في المركز 8، اختراق الضاحية للرجال في المركز 7، اختراق الضاحية للسيدات في المركز 9، كرة السلة للرجال في المركز 23 وتنس السيدات في المركز 24.
تحتل فورمان المرتبة 77 في الدولة بين الجامعات التي حصلت على معظم الميداليات الأولمبية وتحتل المرتبة الثانية في الدولة بين مدارس الفنون الحرة.
استُخدم لقب الفريق «بالادين» لأول مرة بواسطة كاتب رياضي في جرينفيل بولاية ساوث كارولينا في الثلاثينيات. لسنوات عديدة كان اسم «بالادين» يشير للتو إلى فريق كرة سلة فورمان. حتى عام 1961 عُرفت فرق البيسبول في المدرسة باسم «هورنتس» وفرق كرة القدم باسم «الأعاصير». في 15 سبتمبر من ذلك العام صوتت الهيئة الطلابية لجعل «بالادين» الاسم المستعار الرسمي لجميع الفرق الرياضية بين الكليات في الجامعة.

## خريجون متميزون
تُعد جامعة فورمان هي الجامعة الأم لرئيس الحكومة والحائز على جائزة نوبل والفائزين بجائزة غرامي وجائزة إيمي وجائزة بوليتزر وميدالية نيوبري، بالإضافة إلى أعضاء مجلس الشيوخ الأمريكيين وأعضاء الكونجرس الأمريكي وحكام الولايات ومسؤولين حكوميين آخرين وكذلك عدد من القضاة وقادة الأعمال والفنانين والرياضيين. من الخريجين البارزين ما يلي:
- تشارلز إتش تاونز، فيزيائي، حائز على جائزة نوبل في الفيزياء عام 1964.
- جون ب.واطسون، عالم نفس، مؤسس السلوكية.
- ريتشارد رايلي، وزير التربية والتعليم في الولايات المتحدة في عهد الرئيس بيل كلينتون.
- هيرمان دبليو لاي، مؤسس شركة فريتو لاي رقائق البطاطس.
- إيمي غرانت، فنانة مسيحية / بوب معاصرة وحائزة على جائزة غرامي 6 مرات.
- جون مايكل ماكدونيل، الأميرال، المدير السابق لوكالة الأمن القومي، والمدير السابق للاستخبارات الوطنية في عهد الرئيس جورج دبليو بوش.
- براد كوكس، عالم الكمبيوتر مبتكر لغة البرمجة سي-الكائنية.
- كيث لوكهارت، قائد الأوركسترا، مدير الموسيقى في أوركسترا بوسطن بوبس، والقائد الرئيسي لأوركسترا بي بي سي للحفلات الموسيقية.
- توماس غولدسميث الابن، رائد التلفزيون، المخترع المشارك لأول لعبة أركيد تستخدم أنبوب أشعة الكاثود.
- الكسندر ستاب، سياسي، رئيس وزراء فنلندا السابق.
- جودي كلارك، محامية دفاع جنائي مثلت متهمين بارزين.
- روبرت بلوكير، عميد مدرسة ييل للموسيقى.
- جون إف مولهولاند جونيور، المدير المساعد السابق لوكالة المخابرات المركزية.
- مارك سانفورد، سياسي، الحاكم السابق لجنوب كارولينا.
- توميكو براون ناجين، مؤرخ قانوني، عميد سابق في جامعة هارفارد.
- كلينت ديمبسي، لاعب كرة قدم محترف متقاعد.
- فيكتوريا جاكسون، الممثلة الكوميدية، عضو فريق التمثيل السابق في ساترداي نايت لايف.
- بن براودر، ممثل وكاتب ومخرج.
- ديفيد سي جاريت جونيور، رجل أعمال، والرئيس التنفيذي السابق لشركة خطوط دلتا الجوية.
- ألي بيث ستوكي، مضيف بودكاست، مدون، ومعلق محافظ.
- إكزافيير وودز ونجم دبليو دبليو إي وشخصية يوتيوب.
- جولي ماك إلراث، الباحثة الرائدة عالميًا في علم المناعة واللقاح لفيروس نقص المناعة البشرية.

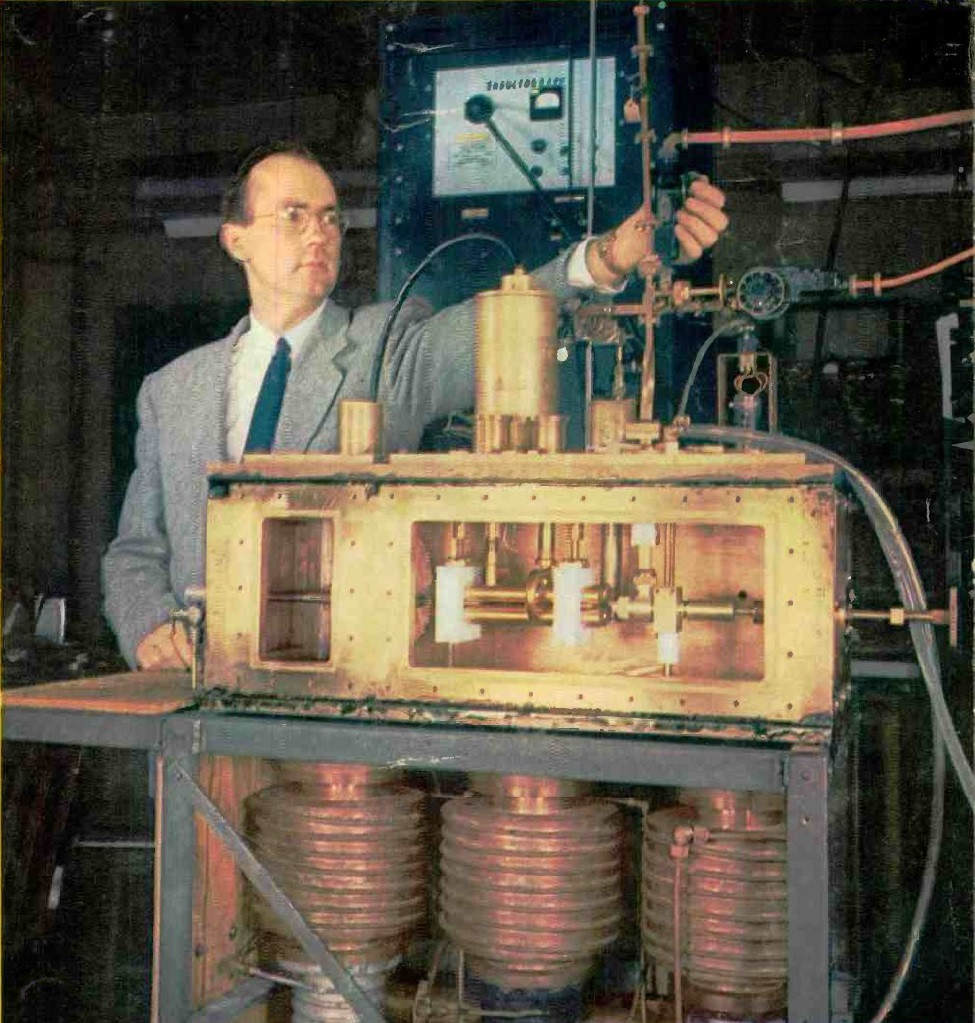
حصل تشارلز تاونز على درجة البكالوريوس في الفيزياء من جامعة فورمان. وهو الحائز على جائزة نوبل في الفيزياء، حيث اخترع مازر والليزر.
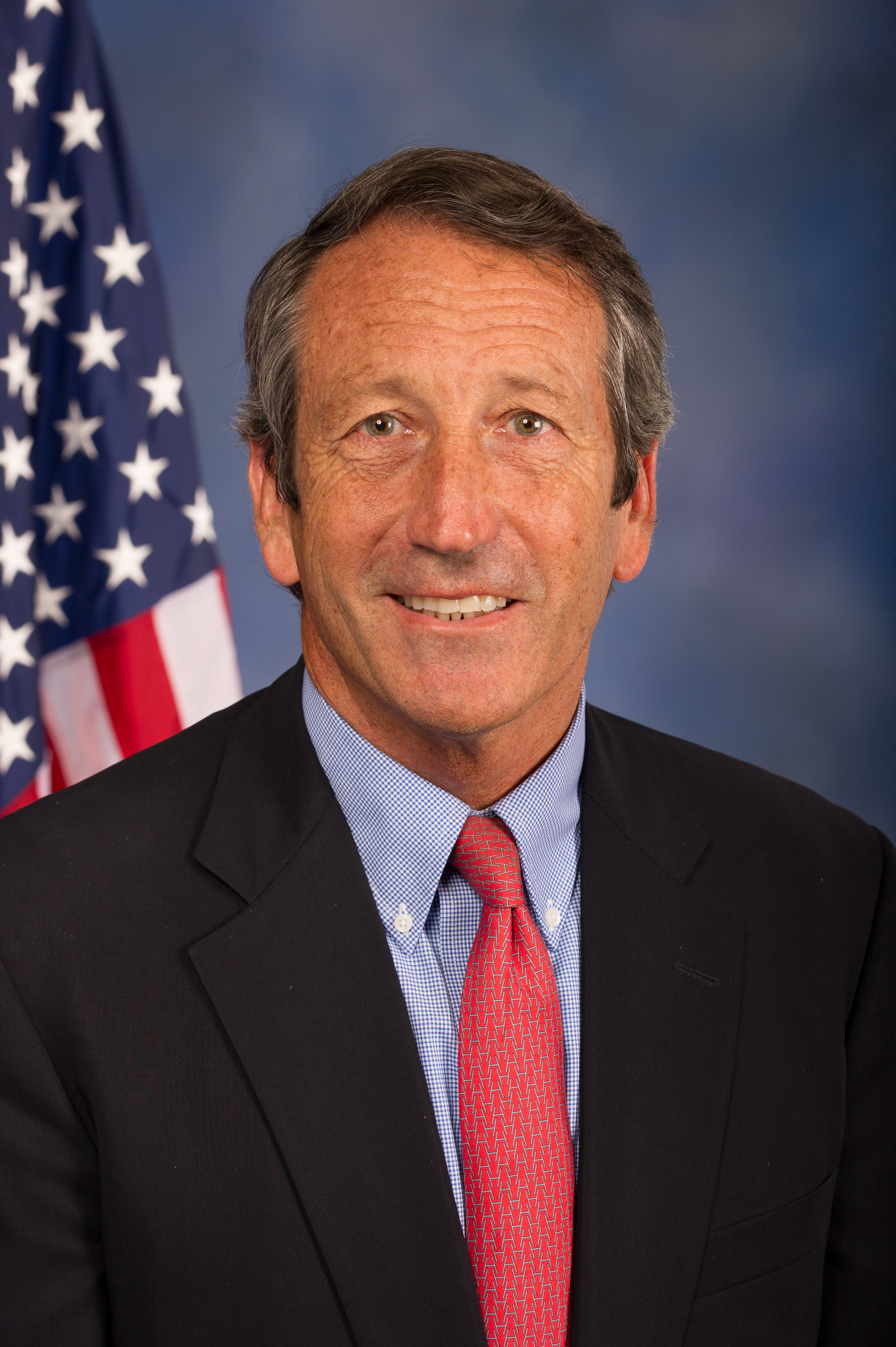
حصل مارك سانفورد على درجة البكالوريوس في إدارة الأعمال من فورمان. كان حاكم ولاية كارولينا الجنوبية  [لغات أخرى]‏.
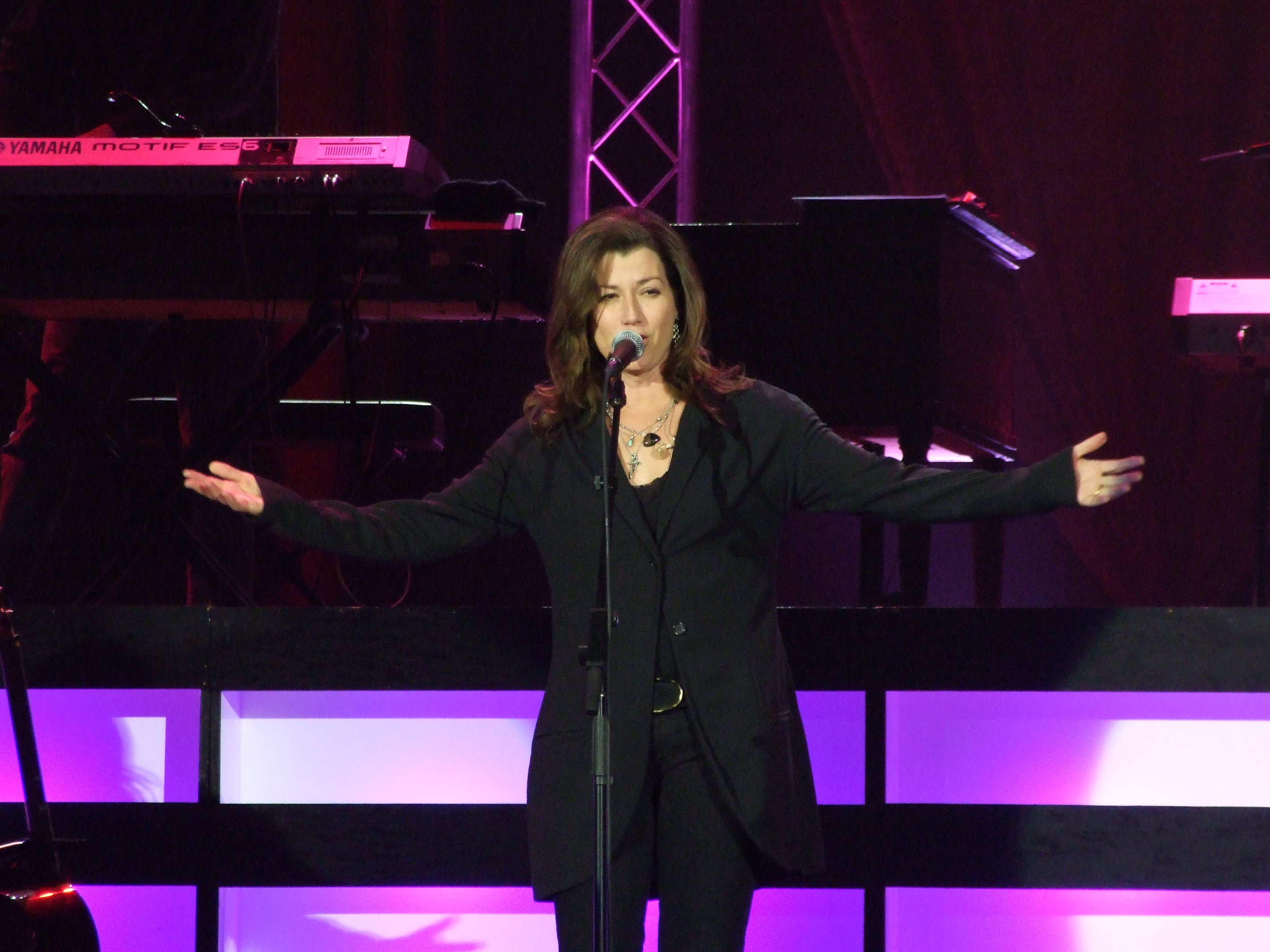
فازت إيمي جرانت بستة جوائز غرامي. أقيم حفلها الموسيقي الأول خلال سنتها الأولى في فورمان.

## هيئة تدريس بارزة
- جاي بوكوك، الملحن والمنسق الذي سمع عمله خلال احتفالات افتتاح الألعاب الأولمبية لعام 1984 في لوس أنجلوس.
- توماس غولدسميث، عالم فيزياء ساعد في ريادة اختراع التلفزيون الملون ومخترع أول لعبة فيديو.
- ريتشارد رايلي، سياسي وحاكم كارولينا الجنوبية ووزير التعليم الأمريكي السادس.
- مارك كيلستوفت، موسيقي، الحائز على جائزة الأكاديمية الأمريكية في روما لعام 2002-2003.[D 10]
- تشارلز تاونز، فيزيائي، حائز على جائزة نوبل عام 1964 في الفيزياء.
- جون ب.واطسون، عالم نفس، مؤسس السلوكية.
- آلان أكسلرود، مؤرخ ومؤلف كتب الأعمال والإدارة.
- برنت نيلسن، عالم سياسي وأستاذ.
- إدوارد تشيفتشيل، قائد ومخرج موسيقى.
- ويليام بريوسيل، ملحن وعازف كمان وحائز على جائزة غرامي.

## روابط خارجية
- الموقع الرسمي
- موقع ويب فورمان لألعاب القوى

1. ↑  Cary، Nathaniel (5 سبتمبر 2014). "Furman reflects on desegregation". The Greenville News. اطلع عليه بتاريخ 2014-09-05.